# جیهان راتب
جیهان راتب (عربی: جيهان راتب؛ زاده ۱۷ ژانویهٔ ۱۹۷۵) یک بازیگر، شاعر و موسیقی‌دان اهل مصر است. او در سال ۱۹۹۴ فعالیت خود را به عنوان مجری آغاز کرد.